# Balin (szereplő)
Balin egy törp szereplő J. R. R. Tolkien mitológiájában. A Harmadkorban élt. Szerepel A hobbitban, valamint megemlítik A Gyűrű Szövetségében.

## Élete

### Előzetes élete
A harmadkor 2763. évében született, apja a Durin népébe tartozó Fundin volt. Thorinnal és több más fiatal törppel együtt megmenekültek Erebor feldúlásából. Öccsével, Dwalinnal követték II. Thráint Dúnföldébe, majd az Ered Luinhoz. 2841-ben öccsével együtt elkísérték II. Thráint Ereborba vezető útjára, majd Thráin eltűnt (Szauron szolgái elrabolták), és sikertelen keresése után visszatértek Tölgypajzsos Thorinhoz. 

### Thorinnal és társaival
Thorin kiválasztotta 12 kísérője közé Balint és Dwalint is. Balin volt a társaság őrszeme. A Bakacsinerdei utazás során megkedvelte Bilbót, vele együtt bement Smaug, a sárkány barlangjába is. Jól ismerte a Magányos Hegy környékét, ő ajánlotta a társaságnak, hogy menjenek a Hollóbércre. Az Öt Sereg Csatája után Ereborban telepedett le.

### Mória visszafoglalása
2989-ben Balin népes törp kísérettel, köztük a korábban Thorin társaihoz tartozó Orival és Óinnal elindult visszahódítani Móriát. Az orkokat sikeresen kiűzték, és Balin Mória Urának nyilvánította magát. Öt évvel később Balin egyedül indult el, hogy belenézzen a Tükörtóba, és egy ork egy fa mögül lenyilazta. Halála után Mória hanyatlani kezdett, majd nemsokára lemészárolták az összes törpöt.

## További tudnivalók
- Balin Erebor visszahódítása után baráti viszonyban maradt Bilbóval és Gandalffal.
- Sírját a Gyűrűszövetség találta meg.
- Sírjának felirata: Itt fekszik Fundin fia Balin, Mória Ura